# Gutenbergia
Gutenbergia es un género de plantas fanerógamas perteneciente a la familia de las asteráceas. Comprende 44 especies descritas y de estas, solo 24 aceptadas.

## Taxonomía
El género fue descrito por Carl Heinrich Bipontinus Schultz y publicado en Gedenk-Buch Vierten Jubelfeier Buchdruckerkunst (Mainz) 119. 1840. La especie tipo es Gutenbergia rueppellii Sch.Bip.

## Especies aceptadas
A continuación se brinda un listado de las especies del género Gutenbergia aceptadas hasta julio de 2012, ordenadas alfabéticamente. Para cada una se indica el nombre binomial seguido del autor, abreviado según las convenciones y usos.
- Gutenbergia adenocarpa Wech.
- Gutenbergia babatiensis C.Jeffrey
- Gutenbergia benguelensis Muschl.
- Gutenbergia boranensis (S.Moore) M.G.Gilbert
- Gutenbergia eylesii (S.Moore) Wild & G.V.Pope
- Gutenbergia fruticosa (O.Hoffm.) C.Jeffrey
- Gutenbergia gilbertii C.Jeffrey
- Gutenbergia kassneri S.Moore
- Gutenbergia leiocarpa O.Hoffm.
- Gutenbergia longipedicellata Wech.
- Gutenbergia mweroensis Wild & G.V.Pope
- Gutenbergia nivea Hutch. & B.L.Burtt
- Gutenbergia pembensis S.Moore
- Gutenbergia petersii Steetz
- Gutenbergia polycephala Oliv. & Hiern
- Gutenbergia polytrichomata Wech.
- Gutenbergia polytrichotoma Wech.
- Gutenbergia pubescens (S.Moore) C.Jeffrey
- Gutenbergia pumila Chiov.
- Gutenbergia rueppellii Sch.Bip.
- Gutenbergia somalensis (O.Hoffm.) M.G.Gilbert
- Gutenbergia spermacoceoides Wild & G.V.Pope
- Gutenbergia trifolia Wild & G.V.Pope
- Gutenbergia westii (Wild) Wild & G.V.Pope